# Samodzielna Brygada Kawalerii Kotowskiego
Samodzielna Brygada Kawalerii Kotowskiego (ros. Отдельная кавалерийская бригада) – działająca w 1920 taktyczna formacja kawalerii Armii Czerwonej.
22 lutego 1920 dowództwo Armii Czerwonej wydało rozkaz Grigorijowi Kotowskiemu przebywającemu w rejonie Odessy od listopada 1919 (z powodu zapalenia płuc) sformować samodzielną brygadę kawalerii i objąć jej dowództwo. Po dwóch tygodniach brygada, walcząc z oddziałami powstańczymi zajęła linię obrony Anańjiw - Bałta, choć Kotowski nie przeciwstawia się jednostkom URL, które zakończyły swoją pięciomiesięczną "zimową kampanię" na Ukrainie walkami na Podolu. 
Tłumacząc się potrzebą "utrzymania porządku" w Anańjiwie, Kotowski złamał rozkaz przełożonego - dowódcy 45 Dywizji Strzelców Iony Jakira i nie przystąpił do walk z wojskami Petlury. Jednakże 18 marca został zmuszony do skierowania brygady przeciwko jednostkom Wojska Polskiego, które rozwijały ofensywę na Ukrainę. 
Wiosną 1920 jednostki Armii Czerwonej w panice cofały się przed polskimi uderzeniami. Dowódca 45 Dywizji wydał rozkaz rozstrzeliwania dowódców i komisarzy jednostek, które uciekły z frontu. Pod Żmerynką zostaje prawie całkowicie rozbita także i brygada Kotowskiego. W rejonie Tulczyna musi się jeszcze bronić przed wojskami Petlury pod dowództwem gen. Tiutiunnyka. Dopiero w czerwcu brygada rozpoczęła kontrofensywę w rejonie Białej Cerkwi. 
16 lipca w jednej z walk w Galicji Kotowski został ciężko ranny w głowę i w brzuch, kontuzja na dwa miesiące wyłączyła go z dowodzenia. Gdy znów powrócił do brygady, inicjatywa była po stronie polskiej armii, która wyparła "czerwonych" z Polski, w tym i z Galicji. Rozbita brygada przeszła na tyły. 
W połowie listopada kawalerzyści brygady uczestniczą w ostatnich walkach z armią halicką pod Proskurowem. 
Po zakończeniu wojny domowej podkomendni Kotowskiego stają się częścią represyjnej dywizji jazdy, którą dowodzi Kotowski. W połowie grudnia 1920 pacyfikuje chłopstwo północnej części obwodu chersońskiego, rozbija wojsko chłopskich atamanów pod Humań (łącznie do 800 rebeliantów). 
W tych dniach brygada Kotowskiego została włączona do 1 Konnego Korpusu „Czerwonego Kozactwa”. 